# Calormânia
Calormânia é um país fictício criado pelo escritor irlandês C.S. Lewis para a série de livros infantis As Crônicas de Nárnia. Trata-se de um país ao sul da Arquelândia, separado deste último por um grande deserto. Possivelmente Lewis usou a palavra latina calor para criar o nome deste país.

## País
A maior parte do país é de clima semi-árido, e seus acidentes geográficos mais significativos são um vulcão conhecido como Montanha Ardente de Lagur, e o Grande Deserto. O Grande Deserto está no norte do país e a dificuldade de atravessá-lo evitou que os agressivos governantes da Calormânia invadissem Arquelândia e Nárnia por séculos. Em O cavalo e seu menino, o território da Calormânia é descrito como um país muito maior em área comparado com seus vizinhos do norte, e sabe-se que seu exército sempre triunfa ao conquistar mais terras ou conter rebeliões, através de guerras com as quais nem Nárnia e Arquelândia estão envolvidos. A fronteira norte do império calormano estende-se desde as Montanhas Ocidentais até o Grande Oceano Oriental.
O Rio da Calormânia flui de leste a oeste pelo lado sul do Grande Deserto, e a capital do reino, Tashbaan, está localizada em uma ilha no seu delta. O rio está circundado em grande parte de sua extensão por granjas e ricas comunidades.
Na Calormânia mora Shasta, o protagonista de O cavalo e seu menino. A cidade de Azim Balda, localizada numa intersecção no centro do país, é um grande centro para viagens e comunicações.
C.S. Lewis, o autor das Crônicas, foi criticado porque este país possui muitas semelhanças com os países árabes islâmicos e em seus livros dize-se que seu deus (Tash) é um falso deus.

## História
As origens da Calormânia e de seus habitantes não são esclarecidos durante as Crônicas. Segundo a cronologia narniana publicada por Walter Hooper, a Calormânia foi fundada por proscritos da Arquelândia que viajaram através do Grande Deserto até o sul aproximadamente 24 anos depois da fundação da Arquelândia. Mas segundo uma teoria alternativa, a Calormânia foi fundada pelos humanos que casualmente encontraram-se nesta terra provenientes do nosso mundo, chegando por uma porta desde o Oriente Médio (parecido ao guarda-roupa inglês em O leão, a feiticeira e o guarda-roupa), que posteriormente foi destruído para evitar a volta ao planeta Terra. Os calormanos falam uma variante do idioma inglês falado tanto por narnianos humanos e animais, fato que poderia apoiar este argumento; porém, Jadis também fala inglês. A aparência física dos antigos persas, mogois, e turcos otomanos identificados na cultura calormana, ou a origem da sua religião, não foram satisfatoriamente explicadas.
Ao longo do tempo transcorrido nas Crônicas de Nárnia, a Calormânia e Nárnia mantêm uma rivalidade na sua coexistência, embora geralmente pacífica. O cavalo e seu menino e A última batalha contêm descrições de complôs que se concentram na Calormânia, enquanto que os outros livros têm referências periféricas ou mínimas. Em O cavalo e seu menino, os protagonistas principais (entre eles, uma jovem pertencente à nobreza calormana) fogem da Calormânia em direção a Arquelândia e Nárnia, enquanto que o exército calormano sob as ordens do Príncipe Rabadash tenta invadir a Nárnia e raptar a rainha Susana da Nárnia para tomá-la como esposa. O pequeno exército calormano de 200 cavaleiros é reprimido na fronteira do Reino de Arquelândia. Em A última batalha, algum tipo de comércio e trânsito existem entre a Nárnia e a Calormânia, e uma invasão acertada pelos militares calormanos precipita o final do universo narniano.
Os calormanos são descritos como pessoas de pele morena e com bastante barba. As túnicas, turbantes e sapatos de madeira com uma ponta no dedo gordo do pé, são acessórios comuns de sua vestimenta. Além disso, a arma mais utilizada por eles é a cimitarra.
Os pálacios luxuosos estão presentes na capital Tashbaan. Os habitantes da Calormânia preservam com afinco tradições como falar através de poemas para homenagear seus antigos poetas. A veneração aos que possuem mais idade e a diferença absoluta no poder são caraterísticas da sociedade calormana. O poder e a riqueza determinam a classe e a posição social, e a escravidão é bem comum. A unidade monetária é o símbolo de uma meia lua. Os narnianos resistem aos calormanos pelos maus-tratos que estes últimos cometem contra os animais e escravos. Mas segundo os calormanos, os narnianos são considerados "bárbaros".
O governante da Calormânia é conhecido como "o Tisroc" e é considerado pelos calormanos como um descendente do deus Tash (a quem eles veneram, além de outros deuses e deusas). Ao se referirem ao Tisroc, os calormanos complementam a frase com o ditado "que ele viva para sempre". A hierarquia, abaixo do Tisroc, é composta pelos seus filhos (os príncipes), um Grão-Vizir, e a classe nobre (cujos integrantes são conhecidos como tarcaãs e tarcaínas). Os nobres têm um bracelete de ouro em um de seus braços, e seus matrimônios são arranjados durante a juventude. Debaixo deles estão os soldados do exército, os comerciantes e os camponeses, com os escravos (que são o degrau mais baixo na escala social). Os líderes calormanos são descritos como pessoas totalmente bélicas, e os Tisrocs geralmente têm o desejo de conquistar as terras bárbaras do norte (Nárnia e Arquelândia).

## Poesia calormana
A poesia da Calormânia é sentenciosa e moralista, cheia de apotegmas (aforismos).
Os calormanos menosprezam a poesia narniana argumentando que trata de assuntos como amor e guerra, e não sobre as "máximas úteis". Mas quando Shasta e Aravis ouvem pela primeira vez a poesia narniana (e talvez a arquelandesa também), eles a consideram muito mais emocionante. Os calormanos também apreciam a arte de narrar histórias, que segundo Lewis, forma parte da educação da nobreza. O cavalo falante Bri, mesmo não sendo adepto da maior parte dos usos e costumes calormanos, se entretém com Aravis quando ela conta uma história ao estilo da Calormânia.

## Conceitos de liberdade e escravidão
Em O cavalo e seu menino, Lewis usa os valores culturais da Nárnia, Arquelândia e Calormânia para desenvolver um tema de liberdade em contraste com a escravidão. Lewis descreve a cultura calormana como possuidora de um princípio no qual o fraco abre caminho ao poderoso:
Ele também revela que a motivação para as tentativas de invasão calormanas a Arquelândia e Nárnia, é uma forma de não tolerar o pensamento dos países livres próximos da fronteira do império calormano, como é dito pelo Tisroc:
Ao contrário dos calormanos, os reis e rainhas de Nárnia e da Arquelândia, como líderes de um povo livre, tomam para si a responsabilidade pelo bem estar de seus súditos, como diz o Rei Luna para Shasta:
{{cita
|Pois ser rei é isto: ser o primeiro em todos os combates e o último em todas as retiradas. Quando houver fome no país (o que às vezes acontece nos anos piores), o rei deve alimentar-se frugalmente, e rir mais alto do que ninguém diante de uma refeição parca.

## Acusações de racismo
C.S. Lewis tem sido acusado de racismo, principalmente sobre o caso dos calormanos. O novelista Philip Pullman tem sido agressivo, chamando aos livros de 'descaradamente racistas', e numa entrevista com The Observer, ele criticou o filme As Crônicas de Nárnia: o leão, a feiticeira e o guarda-roupa, dizendo que os livros contiveram "uma mistura mal-humorada de racismo, misoginia, etc.".
Aravis (protagonista em O cavalo e seu menino) e as outras pessoas da Calormânia, são descritos com a caraterística de ter a pele escura, e os tarcaãs e tarcaínas, como Aravis, acostumavam se tingir o cabelo de cor carmesim. Eles também se parecem aos hindus e árabes de pele mais escura. Mas, pelo contrário, Shasta (protagonista em O cavalo e seu menino, oriundo da Arquelândia) e os narnianos são de pele branca, e observa-se que eles são membros da realeza de uma maneira um pouco atenuada, em relação com a antiga Realeza Inglesa. Quando já são adultos, Aravis e Shasta têm um filho de raça mista (mestiço).
A crítica contra o racismo baseia-se em uma apresentação dos calormanos como inimigos de Aslam e Nárnia. Os calormanos são descritos pelos anões renegados como "moreninhos", que é a única expressão intolerante utilizada por indivíduos totalmente lerdos (em A última batalha). Os calormanos vivem em um deserto; usam turbantes e sapatos pontiagudos; seus nobres se chamam tarcaãs (Tarcaã significa cavalheiro na cultura turca pre-islâmica); estão armados con cimitarras, e utilizam o símbolo de uma meia lua como dinheiro. Estas descrições se podem comparar com a vestimenta histórica dos povos do Oriente Médio e regiões da Ásia, de cuja apariência física possivelmente se basearam os calormanos. Eles também cumprem com uma série de estereótipos, tais como crueldade, cobiça, covardia, traição, preguiça, tendência à "indulgência bruta", e escravocracia. Mas apesar disso, eles foram elogiados pelas suas narrações de contos.
A religião calormana não parece ser baseada em nenhuma das religiões monoteístas que são comumente praticadas nestas regiões, como o islã (embora existem semelhanças com as religiões árabes antes da época de Maomé). Ao contrário disto, os calormanos são politeístas e adoram a uma grande quantidade de deuses, entre eles Tash (vocábulo que em turco significa "pedra"), retratado como um estereótipo satânico, que exige sacrifícios humanos de seus seguidores. A religião dos calormanos provavelmente se baseou em aquelas religiões dos cananeus e cartagineses,[carece de fontes?] que também pediam sacrifícios humanos, e foi qualificado como demoníaco em The Everlasting Man de G. K. Chesterton, um livro que Lewis admirava. A natureza calormana (com bastante capacidade comercial) também se baseou na representação de Cartago dada por Chesterton. Porém, no sentido estritamente literário, a representação da religião calormana pode ter afinidade à imagem fantasma do islã que se encontra nos romances medievais. Também existem aspectos da cultura calormana, tais como o clima e as características físicas, que se asemelham aos da Índia (como por exemplo: os braços múltiplos de Tash -parecido às representações de deuses indianos- ou o nome de Shasta, que é compartilhado com uma deidade indiana).[carece de fontes?] Partes da cultura também parecem ter se baseado na representação da Babilônia dada por E. Nesbit (tais como "Tisroc" como o nome do governante, adicionando a frase "que viva para siempre" quando se fala sobre este rei).
As Crónicas têm um "sabor" típico da era vitoriana do Reino Unido, que esteve de moda durante a vida do autor. Acerca dele, Kyrie O'Connor escreveu: "No seu tempo, quiçá as pessoas pensaram que era divertido zombar de outras culturas. Portanto, leiam história e perguntem sobre isso; mas lembrem que a pessoa que escreveu esta história era também un ser humano mais." As acusações de racismo podem ser notóriamente mitigadas com uma imagem positiva de dois calormanos por parte de Lewis, quando a falta de racismo amostra-se a eles por parte da nobreza narniana. Em O cavalo e seu menino, a protagonista feminina Aravis é uma calormana nobre que é aceita de todo coração por arquelandeses e narnianos, chegando a se casar com Cor (Shasta), um príncipe de um grupo étnico mais "europeu", uma declaração progressista e audaz de Lewis em um momento em que as relações mistas não eram muito comuns nem muito aceitas, como tem sido até alguns anos atrás. Em A Última Batalha, Emeth (um calormano) é considerado por Aslam como uma pessoa digna, independentemente da sua cor de pele, apesar de que era um adorador de Tash. De fato, Lewis diz em A última batalha que aqueles que adoram a Tash e que são virtuosos, são (de fato) adoradores de Aslam, e os que são imorais e que adoram a Aslam, na verdade são (de fato) adoradores de Tash.

## Fonte
- Este artigo foi inicialmente traduzido, total ou parcialmente, do artigo da Wikipédia em inglês cujo título é «Calormen».